# Ishizawa Noriaki
Noriaki Ishizawa (sinh ngày 25 tháng 5 năm 1985) là một cầu thủ bóng đá người Nhật Bản.

## Sự nghiệp câu lạc bộ
Noriaki Ishizawa đã từng chơi cho Vissel Kobe và MIO Biwako Kusatsu.